# Васильевское (Серпуховский район)
Васи́льевское — деревня в городском округе Серпухов Московской области России. Расположена рядом с 97-м километром Симферопольского шоссе.

## История
В 1614 году село Васильевское пожаловано в вотчину Андрею Ивановичу Соймонову «за царя Васильево московское осадное сидение». В конце XVII века — это вотчина серпуховского воеводы, стольника Афанасия Андреевича Соймонова, который в 1689 году подал прошение Святейшему Патриарху Иоакиму о строительстве ныне существующего деревянного храма Святителя Николая Мирликийского. В 1690 году новопостроенный храм был освящён.

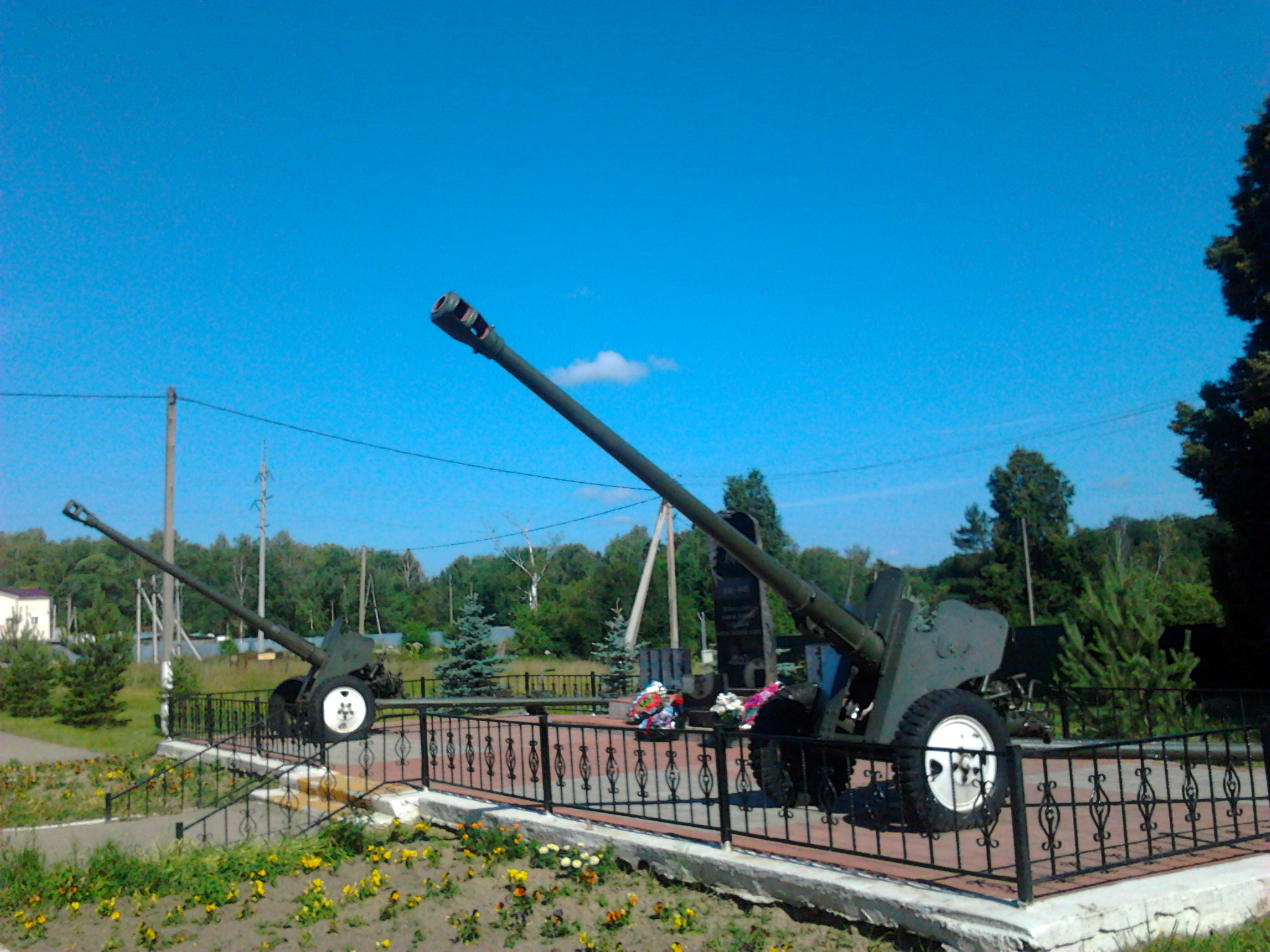
Мемориал солдатам, погибшим в Великой Отечественной войне, в Васильевском

После Афанасия Андреевича селом в 1699 году владела его вдова Анна с детьми Иваном и Борисом, потом сын — стольник Иван Афанасьевич Соймонов, троюродный брат по матери царицы Натальи Кирилловны, урождённой Нарышкиной, матери Петра I. Затем — сын Ивана Афанасьевича, Федор Иванович Соймонов (1692—1780), известный русский ученый, государственный деятель, после кончины которого село перешло к Михаилу Фёдоровичу Соймонову (1730—1804) — действительному тайному советнику, сенатору, видному организатору горного дела в России.
Со 2-й половины XIX века усадьбой владели Хмелёвы. В конце XIX — начале XX вв. в ней жили председатель Серпуховской земской управы и председатель Серпуховского санитарного комитета, а с 1895 года — председатель Экономического бюро Московского губернского земства Николай Николаевич Хмелёв и его жена Надежда Наумовна. Сохранилась переписка (1897—1904) между Хмелёвым и А. П. Чеховым по поводу строительства школ в Талеже и Новоселках, писатель бывал в гостях у Хмелёвых.
В 1994—2006 годах — центр Васильевского сельского округа, с 2006 по 2018 год — административный центр сельского поселения Васильевское.
В деревне сохранились остатки дворянской усадьбы, а также самая древняя деревянная церковь Подмосковья — Никольская церковь, похожая на храмы Севера, построенная в 1689 году стольником Афанасием Саймоновым, владельцем этих мест (реставрирована в 1969 году и 1980-х годах); подъездная дорога, вымощенная булыжником; остатки старинного парка. Никольская церковь сгорела в 2015 году.

## Население
| 2002 | 2006  | 2010  |
| ---- | ----- | ----- |
| 1155 | ↗1331 | ↘1186 |